# Алфред Розенберг
Алфред Ернст Розенберг (на немски: Alfred Ernst Rosenberg) е главен идеолог на националсоциализма, държавник и политик, заемал различни важни длъжности в Третия Райх и НСДАП.

## Биография

### Ранен живот
Розенберг е роден на 12 януари 1893 г. в Ревел (сега Талин) в Руската империя, столицата на съвременна Естония, в семейство на балтийски германци. Баща му, Валдемар Вилхелм Розенберг е богат търговец от Латвия, а майка му Елфриде е учителка по френски език в Ревел. Унгарско-еврейският журналист Франц Зел, който пребивава в Тилсит, Прусия, прекарва една година в търсене в латвийски и естонски архиви, преди да публикува през 1936 г. отворено писмо с копия на Херман Гьоринг, Йозеф Гьобелс, германският външен министър Константин фон Нойрат и други, обвиняващ Розенберг, че няма „капка немска кръв“, която тече във вените му. Зел пише, че сред предците на Розенберг са само „латвийци, евреи, монголци и французи“. В резултат на отвореното си писмо, Зел е депортиран от литовските власти на 15 септември 1936 г. Неговите твърдения са повторени в изданието от 15 септември 1937 г. на Ватикана L'Osservatore Romano.
Младият Розенберг завършва Petri-Realschule (понастоящем Tallinna Reaalkool) и продължава да учи архитектура в политехническия институт в Рига и инженерството в Московското висше техническо училище, завършвайки докторантурата си през 1917 г. По време на престоя си у дома в Ревал, посещава художественото ателие на известния художник Антс Лайкмаа, но въпреки че показва талант, няма записи, че е бил там. По време на германската окупация през 1918 г., Розенберг работи като учител в гимназията „Густав Адолф“. Розенберг провежда първото си изказване за еврейския марксизъм в Дома на черниците на 30 ноември, след избухването на естонската война за независимост. Той емигрира в Германия с отстъпващата имперска армия, заедно с Макс Шебнер-Рихтер, който служи като ментор на Розенберг и на неговата идеология. Пристигайки в Мюнхен, той участва във вестника на Дитрих Екарт – Völkischer Beobachter. По това време той е едновременно антисемит – повлиян от книгата на Хюстън Стюарт Чембърлейн „Основите на XIX век“, една от основните прото-нацистки книги за расова теория – и антиболшевик. Розенберг става един от ранните членове на Германската работническа партия – по-късно преименувана на Националсоциалистическа германска работническа партия, по-известна като нацистката партия (НСДАП) – присъединил се през януари 1919 г., осем месеца преди Адолф Хитлер, който идва през септември. Според някои историци, Розенберг също е член на Общество Туле, заедно с Екарт, въпреки че Никълъс Гудрик-Кларк твърди, че са само гости. След като Völkischer Beobachter става вестник на нацистка партия през декември 1920 г., Розенберг става негов редактор през 1923 г.

### Нацистка кариера
По време на престоя му в затвора, след осъждането му за участието в Бирения пуч, Адолф Хитлер възлага на Розенберг да ръководи НСДАП. Ръководи външнополитическото направление на партията. Хитлер му възлага да наблюдава цялостния контрол в Райха върху обучението по партийно строителство и възпитанието в националсоциалистически дух. Той ръководи и Централния научноизследователски институт по въпросите на националсоциалистическата идеология и възпитание.

#### Расови теории
Като главен расов теоретик на нацистката партия, Розенберг ръководи изграждането на човешка расова „стълба“, която оправдава расовата и етническата политика на Хитлер. Розенберг поставя негри и евреи на дъното на стълбата, а на върха стои бялата арийска раса. Розенберг промотира скандинавската теория, която разглежда нордиците като „господстваща раса“, която е по-висша от всички останали, включително и от други арийци (индоевропейци).
Розенберг преоформя нацистката расова политика през годините, но винаги се състои от арийско надмощие, краен германски национализъм и антисемитизъм. Розенберг също така открито се противопоставя на хомосексуалността – особено в „Der Sweet“ (1927). Той разглежда хомосексуалността като пречка за разрастването на северното население.
Отношението на Розенберг към славяните е гъвкаво и зависи от конкретната нация. В резултат на идеологията на „Drang nach Osten“, Розенберг вижда своята мисия като завладяване и колонизация на славянския Изток. В „Der Mythus des 20. Jahrhunderts“, Розенберг описва руските славяни като претоварени от болшевизма. Що се отнася до украинците, той предпочита да създаде буферна държава, за да облекчи натиска върху германската източна граница, като се съгласи с понятието за експлоатация на Русия в полза на Германия. По време на войната, Розенберг подкрепя сътрудничеството с източнославяните срещу болшевизма и им предлага национална независимост, за разлика от други нацисти като Хитлер и Химлер, които отхвърлят такива идеи.

#### Религиозни теории
Розенберг се аргументира за нова „религия на кръвта“, основана на предполагаемите вродени подбуди на скандинавската душа да защитава своя благороден характер срещу расова и културна дегенерация. Той вярва, че това е въплътено в ранните индоевропейски религии, а именно древноевропейски (келтски, германски, гръцки, римски) езически, зороастрийски и ведически хиндуизъм.
Той отхвърля християнството за неговата универсалност, защото доктрината му за първоначалния грях (поне за германците, които той обявява, че са се родили благородни), и за ученията си за безсмъртието на душата. Публично, Розенберг осъжда деградацията на християнството поради еврейското влияние. Следвайки идеите на Чембърлейн, той осъжда това, което нарича „отрицателно християнство“ (православните вярвания на протестантски и католически църкви), вместо да твърди за така нареченото „положително“ християнство.
През януари 1934 г. Хитлер назначава Розенберг за културен и образователен лидер на Райха. Sanctum Officium в Рим препоръчва книгата на Розенберг да бъде включена в Index Librorum Prohibitorum (списък на книгите, забранени от Католическата църква). По време на Втората световна война, Розенберг очертава бъдещето на хитлеристкото правителство за религията в Германия, с 30-точкова програма за бъдещето на германските църкви. Сред нейните основи:
- Националната райхска църква в Германия ще претендира за изключителен контрол над всички църкви
- Публикуването на Библията ще бъде преустановено
- Разпятия, Библии и светии трябва да бъдат отстранени от олтарите
- Mein Kampf ще бъде поставена на олтарите като „за германската нация и следователно за Бога най-свещената книга“
- Християнският кръст ще бъде премахнат от всички църкви и ще бъде заменен със свастиката

### Военна дейност
След началото на операция Барбароса Розенберг е райхсминистър на окупираните източни територии от СССР от 17 юли 1941 до 8 май 1945 г.
В края на войната е заловен от съюзническите войски и изправен пред съда в Нюрнберг. Признат е за виновен в заговор за извършване на престъпления срещу мира и човечеството, осъден на смърт чрез обесване и екзекутиран заедно с другите осъдени на смърт обвиняеми от процеса. На ешафода е единственият, който се отказва от последна дума и запазва мълчание.
На Розенберг се приписва авторството на редица ключови понятия на нацистката идеология, като „расова теория“, „окончателно решение на еврейския въпрос“ и други, свързани с отхвърлянето на позорния за Германия Версайски договор и борбата срещу „израждането на изкуството“.